# Нахманзон Давид Мойсейович
Давид Мойсейович Нахманзон (17 березня 1899, Катеринослав — 2 листопада 1983, Нью-Йорк, США) — американський і німецький біохімік, відомий своїми працями «з ролі ацетилхоліну в синаптичній передачі».

## Біографія
Народився 17 березня 1899 року в Катеринославі, нині — Дніпро), в сім'ї Мойсея Нафталійовича Нахманзона. Сім'я емігрувала в Берлін коли він і його сестра Густа були дітьми . У 1918 році почав вивчати гуманітарні науки в Берлінському університеті, але в 1920 році перевівся на медичний факультет, який закінчив у 1924 році. У 1926 році вступив на роботу в лабораторію Отто Мейергофа в Інституті біології кайзера Вільгельма. У 1933 році в зв'язку з приходом до влади нацистів, переїхав до Парижу і влаштувався на роботу в Паризький університет, де він працював з 1933 по 1939 рік. У 1939 році отримав запрошення в Єльський університет і переїхав до США; з 1942 року — в Колумбійському університеті (з 1955 року — професор у відділенні біохімії та завідувач лабораторією). У 1967 році був обраний почесним професором біохімії Колумбійського університету.
Помер 2 листопада 1983 році в Єврейському домі для літніх людей в Манхеттені.

## Наукові роботи
Основні наукові роботи присвячені вивченню білків і ферментів клітинних мембран і їх ролі в утворенні біоелектричної енергії.
- Досліджував механізм передачі нервового імпульсу з нерва на м'яз і роль ацетилхоліну в цьому процесі. У 1940 році вперше експериментально довів електрогенну дію ацетилхоліну. Пізніше запропонував механізм участі ацетилхоліну в формуванні потенціалу дії (1959).

## Членство в товариствах
- Член Американської академії мистецтв і наук.
- Член Німецької академії натуралістів «Леопольдіна».
- Член Національної АН США.

## Нагороди і премії
- 1952 — Золота медаль імені Луї Пастера.
- 1953 — Медаль імені К. Нейберга.